# Mario Toffetti
Mario Toffetti (Mozzanica, 14 aprile 1948 – Fornovo San Giovanni, 8 novembre 2013) è stato un artista italiano conosciuto come "lo scultore dei papi" per le numerose opere scultoree realizzate per la Santa Sede e per la diocesi di Crema.

## Opere

### Anni settanta
- Annunciazione, matita su carta, Collezione privata (1974).
- Crocifissione, matita su carta, Collezione privata (1974).
- Statua della Sacra Famiglia (New York (1977)[3].
- Ambone della chiesa parrocchiale dei Santi Faustino e Giovita Martiri di Vidolasco (1978)[4].
- L'altare del Duomo di Crema su commissione di Vescovo Monsignor Carlo Manziana (1978)[5].
- L’altare[6] e amboni[4] della chiesa parrocchiale del Sacro Cuore a Crema Nuova (1980).
- L’Umanità tormentata (gruppo marmoreo) presso il cimitero monumentale di Milano (anni settanta)[3].

### Anni ottanta

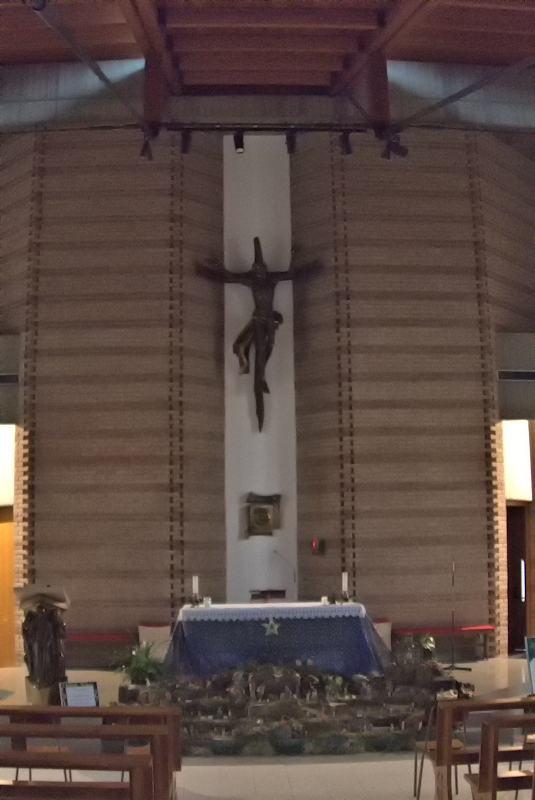
Altare, tabernacolo e Crocifisso per la chiesa parrocchiale di San Carlo a Crema.

- La Madonna di Caravaggio (gruppo marmoreo) per la missione di Tabaka in Kenya (1982)[3].
- L'altare, gli amboni, il tabernacolo e il crocifisso bronzeo della chiesa di San Pietro a Crema (1982)[4].
- Il monumento ai Caduti di Moscazzano (1983)[4].
- Il portale, il presbiterio e l'altare della chiesa parrocchiale di Santo Stefano a Casale Cremasco (1984)[4].
- L'altare della chiesa parrocchiale di San Gerolamo Vescovo a Passarera (1984)[4].
- Pannelli del portale della chiesa chiesa parrocchiale di Sant’Alessandro a Cortenuova (1985)[7].
- Altare per la chiesa parrocchiale di san Bartolomeo a Bibbona (1986)[8].
- Portale e presbitero della Chiesa di Gesù Divin Lavoratore a Vigevano (1986)[8][7].
- San Rocco statua per il campanile dell'omonima chiesa a Leffe (1986)[7].
- Facciata dell’altare in bronzo, crocifisso, ambone, tabernacolo e battistero della parrocchiale di San Carlo a Crema. (1987)[9].
- L’altare e l’ambone della chiesa parrocchiale di San Siro a Sospiro (1987)[8].
- Portale della chiesa del Sacro Cuore di Gesù a Vigevano (1988)[7].
- La Madonna, San Giuseppe, Santa Candida e Il papa San Silverio (statue lignee) per la chiesa di San Giuseppe a Golfo Aranci (1988)[3].
- Portale della chiesa parrocchiale dei santi Gervasio e Protasio a Bariano (1988)[7].
- Mensa per l'altare del santuario della Madonna delle Assi di Monte Cremasco (1988)[10].
- Madonna, San Faustino e San Giovita (statue marmoree) per la chiesa dei santi Faustino e Giovita di Fonteno (1988)[3].
- I tre portali bronzei (La porta della Vita, La porta della Morte, La porta della Gloria) della basilica di Santa Maria della Croce a Crema (1989)[4].
- Via Crucis, Crocifisso astile e acquasantiera in bronzo presso l'ex seminario di Crema (anni ottanta)[4].
- Via Crucis della cappella del palazzo vescovile di Crema (anni ottanta)[4].
- Il pastorale del vescovo Carlo Manziana (anni ottanta)[4].
- San Giovanni Bosco, statua per l'oratorio di Brembate di Sopra (anni ottanta)[3].
- L’ambone e il tabernacolo della chiesa di San Giuseppe di Gattolino (1990)[4].
- L’ambone e l'altare della chiesa di Sant'Andrea Apostolo di Capralba (1990)[4].

### Anni novanta
- Gli amboni della chiesa parrocchiale di San Giorgio Martire a Chieve (1991)[4].
- L'altare e l'ambone della chiesa di Sant'Imerio a Cremona (1991)[8].
- Acquasantiera, altare, tabernacolo, ambone, sede del celebrante, banchi, vetrate e formelle nella cappella del Centro di Spiritualità presso il Santuario di Santa Maria del Fonte di Caravaggio (1992)[11][12].
- Medaglia pontificia in argento, coniata in occasione del XV anno di pontificato di papa Giovanni Paolo II (1993)[12].
- Portale della chiesa parrocchiale di San Salvatore a Comun Nuovo (1993)[13].
- Presbiterio della cappella centrale del Policlinico Agostino Gemelli dell’Università Cattolica del Sacro Cuore a Roma (1994)[14].
- l’altare, l’ambone e il Crocifisso in bronzo per la chiesa parrocchiale di San Bassiano vescovo a San Bassano (1995)[8].
- Battistero mobile in bronzo per la Cappella Sistina e la basilica di San Pietro in Vaticano (1996)[14].
- Santa Rita da Cascia (bronzo), Cremona (1997[3].
- Anfore per gli olii santi (Vaticano) (1998)[14].
- L’altare e l’ambone del monastero femminile di clausura di San Benedetto a Bergamo (1998)[14].
- Portale della chiesa parrocchiale di Santa Maria Assunta a Guanzate (1998)[7].
- Ambone mobile in marmo per le celebrazioni papali (Vaticano) (1999)[14].
- Conversione di San Paolo, statua bronzea, Damasco (1999)[3].
- San Benedetto in marmo per il chiostro del monastero di Santa Grata a Bergamo[3].
- L’altare e l’ambone della chiesa parrocchiale dei Santi Cosma e Damiano a Acquanegra Cremonese (anni novanta)[4].
- Il leggio-ambone nella chiesa parrocchiale della Santissima Trinità a Crema (anni novanta)[4].
- La statua di Giovanni XXIII Pastor et Nauta a Sotto il Monte (2000)[14].

### Anni duemila
- Presbiterio della Basilica di Sant'Alessandro in Colonna a Bergamo (2001)[7].
- Monumento al Contadino, Romano di Lombardia (2004)[3].
- Via Crucis per la chiesa di San Michele Arcangelo di Rocca Massima (2004)[3].
- Portale della basilica di Santa Maria Maggiore a Roma, dedicata al Santo Rosario (2006)[14].
- Ciclo pittorico della Cappella della Madonna della Misericordia al santuario della Bozzola di Garlasco (2007)[15].
- Altare e Crocifisso-Risorto nella Chiesa Madre di san Lorenzo a Caposele (2007)[2][7].
- La statua della Madonna con il Bambino nella chiesa parrocchiale della Santissima Trinità a Crema (2008[4].
- Il battistero della chiesa parrocchiale di San Gerolamo Vescovo a Passarera (2008)[4].
- Cappella e pitture interne presso il cimitero di Trescore Cremasco (2008).
- Altare, ambone, sede, fonte battesimale della chiesa di Santa Maria Assunta a Cernusco sul Naviglio (2008)[7].
- Portale in bronzo rappresentante alcuni episodi della vita di san Giovanni Battista presso Basilica di Santa Maria Assunta a Clusone (2010)[16][13].

### Anni duemiladieci

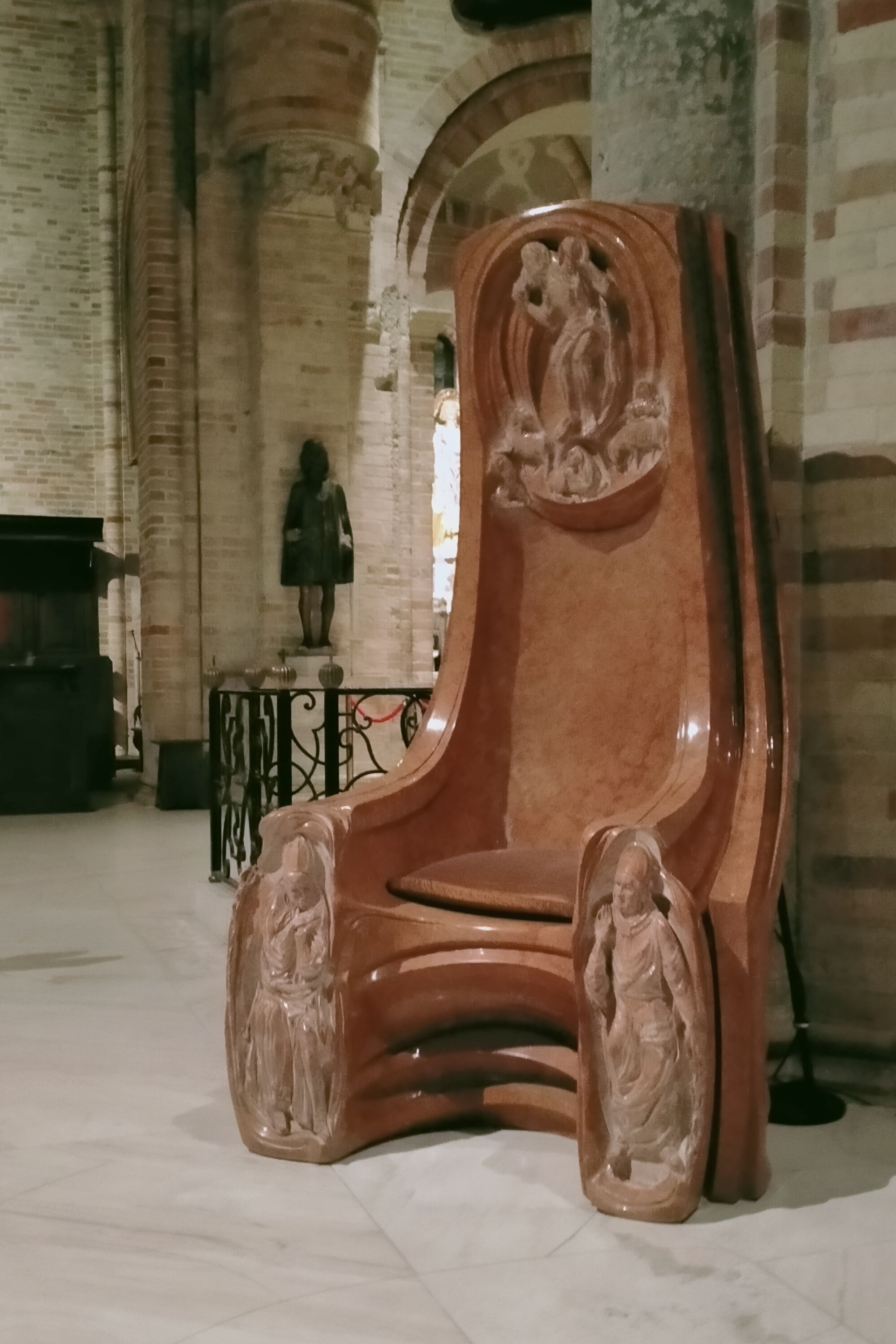
La cattedra episcopale per il duomo di Crema

- Ambone e cattedra del duomo di Crema (2013)[17][18][19].
- Gradini del pavimento del duomo di Crema (2013)[17].
- Monumento a monsignor Arcangelo Rossignoli, Cernusco sul Naviglio (2013)[13].
- Portale del santuario di Somasca (iniziato da Toffetti e terminato dai figli, inaugurato nel 2015)[13].